# Pleuville
Pleuville är en kommun i departementet Charente i regionen Nouvelle-Aquitaine i västra Frankrike. Kommunen ligger  i kantonen Confolens-Nord som ligger i arrondissementet Confolens. År 2022 hade Pleuville 314 invånare.

## Befolkningsutveckling
Antalet invånare i kommunen Pleuville
Referens:INSEE